# Patrick Wymark
Patrick Wymark (født 11. juli 1926 i Cleethorpes, død 20. oktober 1970 i Melbourne) var en engelsk skuespiller.
Han var kendt fra blandt andet Ørneborgen.